# Liste der Bodendenkmale in Hasbergen
In der Liste der Bodendenkmale in Hasbergen sind die Bodendenkmale der niedersächsischen Gemeinde Hasbergen aufgeführt. Die Quelle ist der Denkmalatlas Niedersachsen.
- Bitte beachten Sie, dass diese Liste keinen Anspruch auf Vollständigkeit erhebt.
- Die Angaben ersetzen nicht die rechtsverbindliche Auskunft der zuständigen Denkmalschutzbehörde.
- Es sind nur Daten aus dem Denkmalatlas verarbeitet.
- Der Stand der Liste ist der 23. Mai 2025.

Hasbergen im Landkreis Osnabrück

## Allgemein
In den Spalten finden sich folgende Informationen des Bodendenkmales:
| Lage         | geographische Koordinaten                                                           |
| Bezeichnung  | Bezeichnung lt. Denkmalatlas                                                        |
| Beschreibung | Beschreibung lt. Denkmalatlas                                                       |
| ID           | Objekt-ID                                                                           |
| Bild         | Bild, ggf. zusätzlich mit Link zu weiteren Fotos im Medienarchiv Wikimedia Commons. |

## Hasbergen
| Lage                        | Bezeichnung                | Beschreibung | ID       | Bild |
| --------------------------- | -------------------------- | --- | -------- | ---- |
| 52° 13′ 46″ N, 7° 56′ 21″ O | Hasbergen 6, Grabhügel     | Durchmesser ca. 16 m und Höhe ca. 1,4 m. Im Zentrum und im S-Bereich zerstört, ehemals runde Form aber noch auszumachen, Rand abgesetzt. | 28957067 | BW   |
| 52° 13′ 47″ N, 7° 56′ 23″ O | Hasbergen 8, Grabhügel     | Durchmesser ca. 12 m und Höhe ca. 1,3 m. Rund. Rand gut abgesetzt. Einzelne Steine frei. In der Mitte und am S-Rand einige alte flache Eingrabungen zu erkennen. S-Flanke auf ca. 4 m Br. zerstört. | 28957072 | BW   |
| 52° 13′ 48″ N, 7° 56′ 23″ O | Hasbergen 10, Grabhügel    | Durchmesser ca. 14 m und Höhe ca. 1,2 m. Rund. Rand gut abgesetzt. In der Kuppe und am NW-Rand alte flache Eingrabungen. | 28957074 | BW   |
| 52° 13′ 48″ N, 7° 56′ 25″ O | Hasbergen 11, Grabhügel    | Durchmesser ca. 15 m und Höhe ca. 1,4 m. Rund. Rand abgesetzt. In der N-Hälfte Eingrabung und flache Kuppenmulde. | 28957075 | BW   |
| 52° 13′ 34″ N, 7° 55′ 40″ O | Hasbergen 17, Burg Haslage | Niederungsburg mit Graftanlage. Erhalten sind obertägig geringe Spuren des ehemaligen Wall-Graben-Systems sowie des dammartig ausgebauten Zufahrtsweges. Lt. A. Lindhorst (1985, s. Lit.) handelt es sich vermutlich um eine Gräftenburg mit einer nahezu rechteckigen, von Wällen und breiten Wassergräben umgebenen, ca. 0,5 ha großen Burginsel, die im feuchten Niederungsgebiet künstlich aufgeschüttet worden ist. Wall-Graben-Anlage nur noch sehr schwach erhalten. Nach Aussage der Keramikfunde wurde die Burg im 11. oder 12. Jh. gegründet und bis in das 18. Jh. hinein genutzt, in jüngerer Zeit vermutlich nur noch als Herrensitz bzw. Gutshof. Die Errichtung der Burg im Grenzgebiet der Grafschaft Tecklenburg und des Bistums Osnabrück weist auf eine grenzsichernde Funktion der Anlage hin. Lt. A. Lindhorst (1985, s. Lit) verfügte die Haslage auch über eine Kapelle, eine Begräbnisstätte sowie die üblichen Wirtschaftsgebäude. Älteste bekannte urkundliche Überlieferung im Jahre 1292 unter dem Namen Herslage. 1777 Bau der sog. „Neuen Haslage“ ca. 400 m südöstl. der alten Burg Haslage. | 28956948 | BW   |